# 큰솔알락명나방

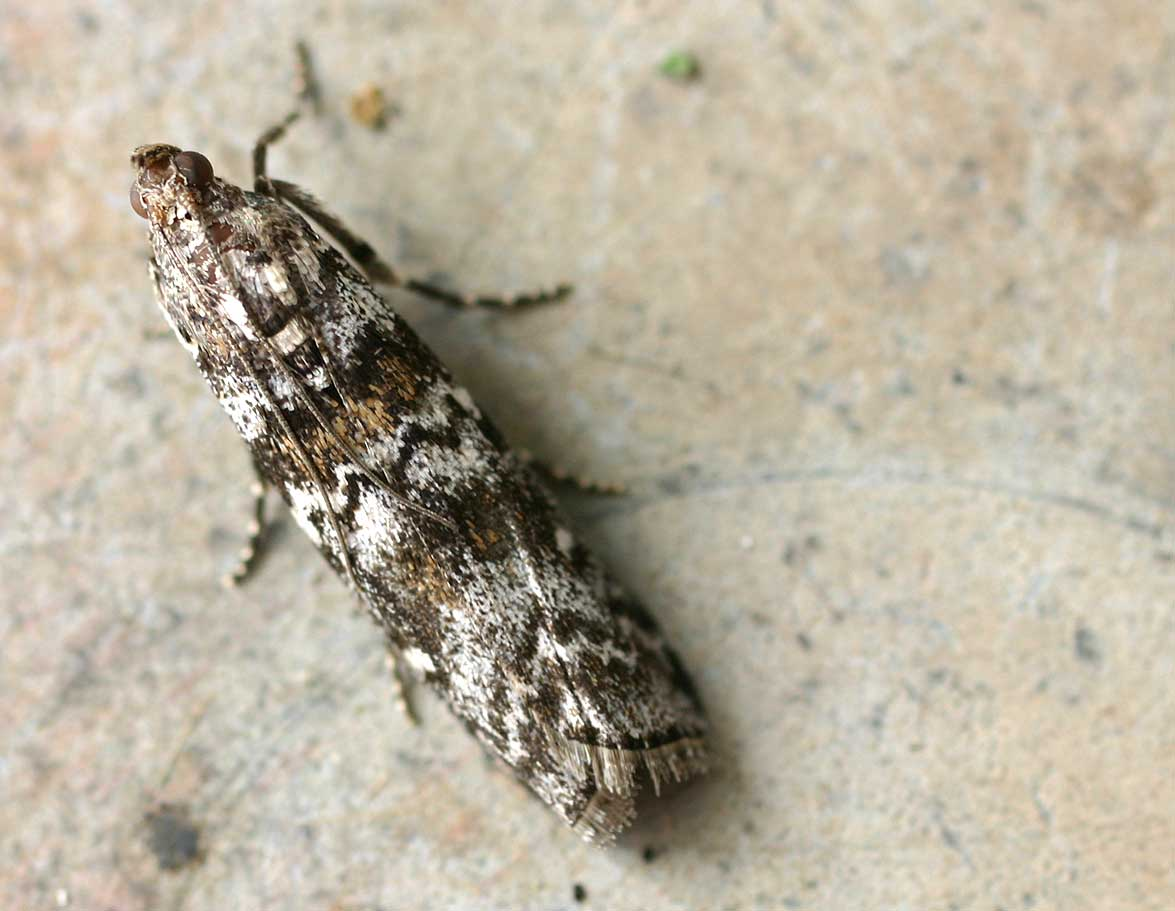

큰솔알락명나방(Dioryctria sylvestrella, new pine knot-horn, maritime pine borer)은 명나방과에 속하는 나방이다. 유럽, 아시아와 북아프리카 일부 지역에서 볼 수 있다. 성체는 작고 얼룩덜룩한 갈색, 흰색을 띄는 곤충으로, 날개 길이는 28~35 밀리미터에 이른다.